# 前田利義
前田 利義（まえだ としのり）は、加賀大聖寺藩の第12代藩主。

## 生涯
天保4年（1833年）2月18日、加賀藩主前田斉泰の三男として金沢で生まれる。嘉永2年（1849年）に大聖寺藩の第11代藩主・利平が死去したため、その養子として跡を継いだ。安政2年（1855年）4月20日に江戸で死去した。享年23。
跡を弟で養子の利行が継ぐことになるが、後を追うようにすぐに死去した。

## 系譜
父母
- 前田斉泰（実父）
- 喜佐、馨袖院 - 久世喜保の娘、側室（実母）
- 前田利平（養父）

正室
- 松現院 - 前田利保の娘

養子
- 前田利行 - 実弟